# Dicranolepis persei
Dicranolepis persei är en tibastväxtart som beskrevs av George Baker Cummins. Dicranolepis persei ingår i släktet Dicranolepis och familjen tibastväxter. Inga underarter finns listade i Catalogue of Life.